# St. Bernhard-Frauenhofen
St. Bernhard-Frauenhofen est une commune autrichienne du district de Horn en Basse-Autriche.